# Alsfeld-Eudorf
Eudorf ist ein Stadtteil von Alsfeld im Mittelhessischen Vogelsbergkreis. In der Gemarkung befindet sich die Gehöftgruppe Dotzelrod. Eudorf liegt etwa zwei Kilometer nordöstlich des Hauptorts. Durch den Ort verläuft die Bundesstraße 254.

## Ortsgeschichte

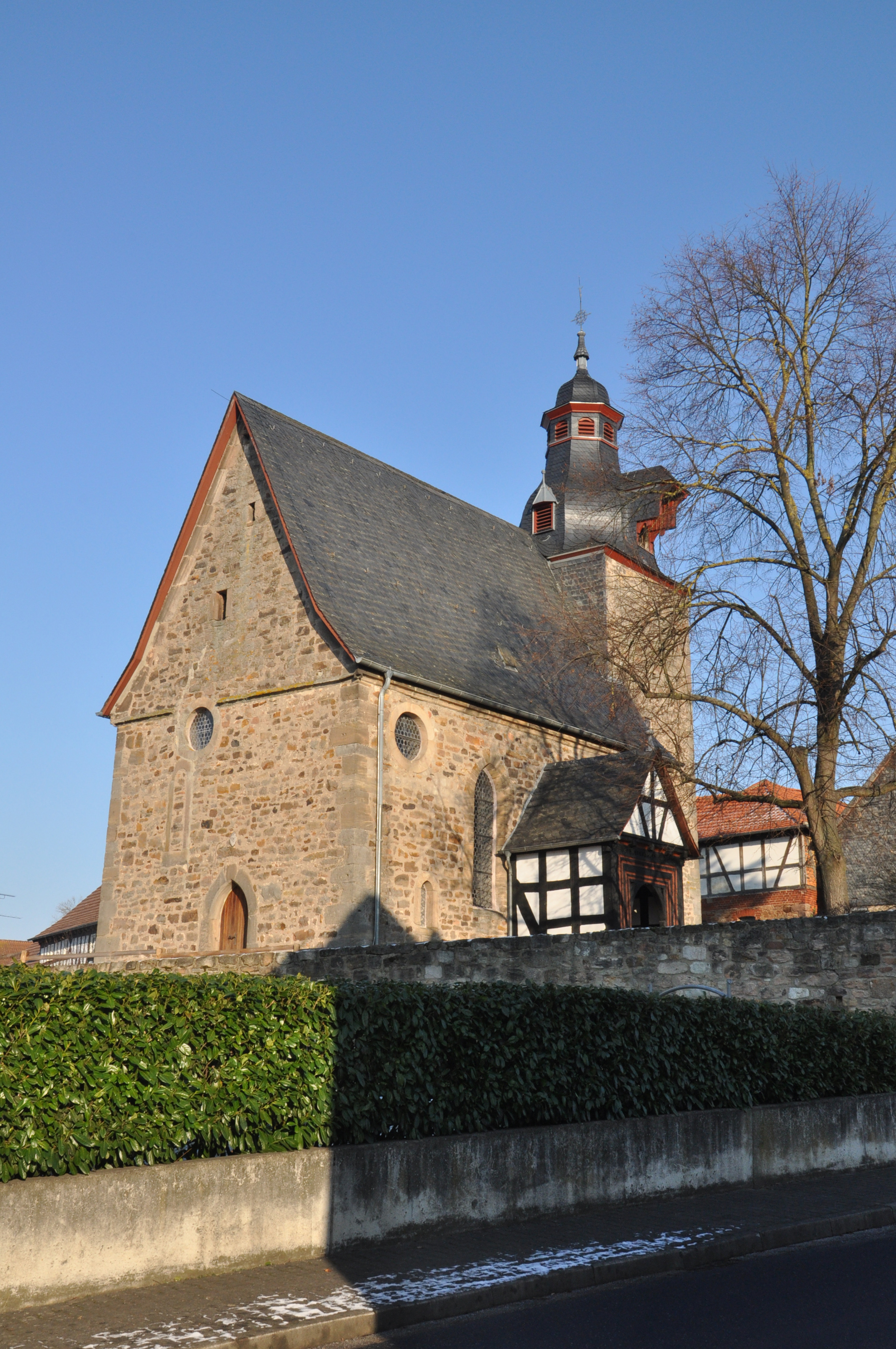
ev. Kirche in Alsfeld-Eudorf

### Mittelalter
Die Ersterwähnung Eudorf's erfolgte 1232. Sie steht im Zusammenhang mit einer Sammlung von Wunderberichten über das Wirken der Elisabeth von Thüringen. Damit sollte die Heiligsprechung der Landgräfin vorangetrieben werden. Erwähnt wird „... Femina quedam de Udorf“ (Eine gewisse Frau aus Eudorf). Niedergeschrieben wurde die Quelle in einem Kopiar des 13. Jahrhunderts.
Propst Eckehard und der Konvent der Propstei Neuenberg verpachteten am 29. Juni 1264 dem Kloster Haina gegen eine jährliche Abgabe von 6 Pfund fuldischer Pfennige – je 3 zu Mariae Lichtmeß und Johannistag und 3 Pfund Wachs für das Neuenberger Kustosamt ihre sämtlichen Güter zu Sconenberg, Reyleshusen, „Udorph“ und Lutzela mit allem Zubehör an Leuten, Höfen, Wäldern, Äckern usw., ausgenommen den Patronat der Kirche zu Schönberg und ein von der Abtei Fulda herrührendes Lehen.
In einer Urkunde aus dem Jahr 1305 wird erstmals die Siedlungsform des Ortes genannt: „... in campis ville Uydorf“. (auf den Feldern des Dorfes Eudorf).
1349 lautet der Eintrag in einer Urkunde: „... czu Vdorf.“
Bereits aus der frühen Neuzeit stammen die Namensnennungen 1532 - 41: „Idorf“ und 1540: „Ydorf“.
Der Ortsname kann wegen des verkürzten Bestimmungswortes nicht sicher erklärt werden. Man nimmt aber an, dass das Bestimmungswort auf einen Rufnamen wie „Udo“ oder „Uvo“ zurückzuführen ist.

### Neuzeit
Die Statistisch-topographisch-historische Beschreibung des Großherzogthums Hessen berichtet 1830 über Eudorf:

„Eudorf (L. Bez. Alsfeld) evangel. Pfarrdorf; liegt 1⁄2 St. von Alsfeld an der Schwalm, und es hat dieser wohlstehende Ort 56 Häuser und 345 evangel. Einwohner. Man findet hier ein Grenznebenzollamt II. Classe und einen Anmeldungsposten. – Früher kommt Eudorf unter dem Namen Udurff vor, und gehörte zum Kirchengebiete von Otterau (im Churhessischen), und mit diesem zum fränkischen Hessengau. Den 19. Mai 1825 brannten 18 Hofraithen mit 40 Gebäuden ab; die Brandentschädigung betrug 19,380 fl. 40 kr.“

und über den Weiler Dotzelrod:

„Dotzelrod (L. Bez. Alsfeld) Weiler; liegt 3⁄4 St. von Alsfeld, gehört zu Eudorf und besteht aus der Burg Rothenhaus und einem Hofe, überhaupt aus 4 Häusern, die von 27 Evangelischen und 2 Mennoniten bewohnt werden.“

Zum 31. Dezember 1971 wurde die bis dahin selbständige Gemeinde Eudorf im Zuge der Gebietsreform in Hessen auf freiwilliger Basis als Stadtteil nach Alsfeld eingegliedert. Für Eudorf, wie für die übrigen Stadtteile von Alsfeld, wurde ein Ortsbezirk eingerichtet.

### Verwaltungsgeschichte im Überblick
Die folgende Liste zeigt die Staaten und Verwaltungseinheiten, denen Eudorf angehört(e):
- vor 1567: Heiliges Römisches Reich, Landgrafschaft Hessen,
- ab 1567: Heiliges Römisches Reich, Landgrafschaft Hessen-Marburg, Amt Alsfeld[17]
- 1604–1648: Heiliges Römisches Reich, strittig zwischen Landgrafschaft Hessen-Darmstadt und Landgrafschaft Hessen-Kassel (Hessenkrieg)
- ab 1604: Heiliges Römisches Reich, Landgrafschaft Hessen-Darmstadt, Oberamt Alsfeld, Amt Alsfeld
- ab 1806: Großherzogtum Hessen,[Anm. 2] Fürstentum Oberhessen, Oberamt Alsfeld, Amt Alsfeld[18][19]
- ab 1815: Großherzogtum Hessen, Provinz Oberhessen, Amt Alsfeld[20]
- ab 1821: Großherzogtum Hessen, Provinz Oberhessen, Landratsbezirk Romrod[21][Anm. 3]
- ab 1829: Großherzogtum Hessen, Provinz Oberhessen, Landratsbezirk Alsfeld
- ab 1832: Großherzogtum Hessen, Provinz Oberhessen, Kreis Alsfeld
- ab 1848: Großherzogtum Hessen, Regierungsbezirk Alsfeld
- ab 1852: Großherzogtum Hessen, Provinz Oberhessen, Kreis Alsfeld
- ab 1867: Norddeutscher Bund, Großherzogtum Hessen, Provinz Oberhessen, Kreis Alsfeld
- ab 1871: Deutsches Reich, Großherzogtum Hessen, Provinz Oberhessen, Kreis Alsfeld
- ab 1918: Deutsches Reich, Volksstaat Hessen, Provinz Oberhessen, Kreis Alsfeld
- ab 1938: Deutsches Reich, Volksstaat Hessen, Landkreis Alsfeld[22][Anm. 4]
- ab 1945: Amerikanische Besatzungszone,[Anm. 5] Groß-Hessen, Regierungsbezirk Darmstadt, Landkreis Alsfeld
- ab 1946: Amerikanische Besatzungszone, Hessen, Regierungsbezirk Kassel, Landkreis Ziegenhain
- ab 1949: Bundesrepublik Deutschland, Hessen, Regierungsbezirk Kassel, Landkreis Ziegenhain
- ab 1972: Bundesrepublik Deutschland, Hessen, Regierungsbezirk Kassel, Vogelsbergkreis, Stadt Alsfeld
- ab 1981: Bundesrepublik Deutschland, Land Hessen, Regierungsbezirk Gießen, Vogelsbergkreis, Stadt Alsfeld

### Gerichte seit 1803
In der Landgrafschaft Hessen-Darmstadt wurde mit Ausführungsverordnung vom 9. Dezember 1803 das Gerichtswesen neu organisiert. Für die Provinz Oberhessen wurde das Hofgericht Gießen als Gericht der zweiten Instanz eingerichtet. Die Rechtsprechung der ersten Instanz wurde durch die Ämter bzw. Standesherren vorgenommen und somit für Eudorf durch das Amt Alsfeld. Nach der Gründung des Großherzogtums Hessen 1806 wurden die Aufgaben der ersten Instanz 1821 im Rahmen der Trennung von Rechtsprechung und Verwaltung auf die neu geschaffenen Landgerichte übertragen. „Landgericht Alsfeld“ war daher von 1821 bis 1879 die Bezeichnung für das erstinstanzliche Gericht in Alsfeld, das heutige Amtsgericht, das für Eudorf zuständig war.
Anlässlich der Einführung des Gerichtsverfassungsgesetzes mit Wirkung vom 1. Oktober 1879, infolge derer die bisherigen großherzoglich hessischen Landgerichte durch Amtsgerichte an gleicher Stelle ersetzt wurden, während die neu geschaffenen Landgerichte nun als Obergerichte fungierten, kam es zur Umbenennung in Amtsgericht Alsfeld und Zuteilung zum Bezirk des Landgerichts Gießen.

## Bevölkerung

### Einwohnerstruktur 2011
Nach den Erhebungen des Zensus 2011 lebten am Stichtag dem 9. Mai 2011 in Eudorf 447 Einwohner. Darunter waren 12 (= 2,7 %) Ausländer.
Nach dem Lebensalter waren 66 Einwohner unter 18 Jahren, 171 zwischen 18 und 49, 102 zwischen 50 und 64 und 108 Einwohner waren älter. Die Einwohner lebten in 186 Haushalten. Davon waren 48 Singlehaushalte, 57 Paare ohne Kinder und 57 Paare mit Kindern, sowie 18 Alleinerziehende und 3 Wohngemeinschaften. In 39 Haushalten lebten ausschließlich Senioren/-innen und in 114 Haushaltungen lebten keine Senioren/-innen.

### Einwohnerentwicklung
| • 1791: | 296 Einwohner                                           |
| • 1800: | 224 (30 Dozelrod) Einwohner                             |
| • 1806: | 275(21) Einwohner, 51(4) Häuser (Dotzelrod in Klammern) |
| • 1829: | 445(29) Einwohner, 56(4) Häuser (Dotzelrod in Klammern) |
| • 1867: | 390 Einwohner, 55 Häuser                                |

| Eudorf: Einwohnerzahlen von 1791 bis 2020 | Eudorf: Einwohnerzahlen von 1791 bis 2020 | Eudorf: Einwohnerzahlen von 1791 bis 2020 | Eudorf: Einwohnerzahlen von 1791 bis 2020 | Eudorf: Einwohnerzahlen von 1791 bis 2020 |
| --- | ----------------------------------------- | ----------------------------------------- | ----------------------------------------- | ----------------------------------------- |
| Jahr |                                           |                                           |                                           | Einwohner                                 |
| 1791 | 1791                                      |                                           | 286                                       | 286                                       |
| 1800 | 1800                                      |                                           | 296                                       | 296                                       |
| 1806 | 1806                                      |                                           | 275                                       | 275                                       |
| 1829 | 1829                                      |                                           | 474                                       | 474                                       |
| 1834 | 1834                                      |                                           | 378                                       | 378                                       |
| 1840 | 1840                                      |                                           | 389                                       | 389                                       |
| 1846 | 1846                                      |                                           | 381                                       | 381                                       |
| 1852 | 1852                                      |                                           | 381                                       | 381                                       |
| 1858 | 1858                                      |                                           | 386                                       | 386                                       |
| 1864 | 1864                                      |                                           | 385                                       | 385                                       |
| 1871 | 1871                                      |                                           | 398                                       | 398                                       |
| 1875 | 1875                                      |                                           | 369                                       | 369                                       |
| 1885 | 1885                                      |                                           | 381                                       | 381                                       |
| 1895 | 1895                                      |                                           | 408                                       | 408                                       |
| 1905 | 1905                                      |                                           | 375                                       | 375                                       |
| 1910 | 1910                                      |                                           | 392                                       | 392                                       |
| 1925 | 1925                                      |                                           | 403                                       | 403                                       |
| 1939 | 1939                                      |                                           | 412                                       | 412                                       |
| 1946 | 1946                                      |                                           | 648                                       | 648                                       |
| 1950 | 1950                                      |                                           | 653                                       | 653                                       |
| 1956 | 1956                                      |                                           | 539                                       | 539                                       |
| 1961 | 1961                                      |                                           | 488                                       | 488                                       |
| 1967 | 1967                                      |                                           | 466                                       | 466                                       |
| 1970 | 1970                                      |                                           | 471                                       | 471                                       |
| 1980 | 1980                                      |                                           | ?                                         | ?                                         |
| 1990 | 1990                                      |                                           | ?                                         | ?                                         |
| 2000 | 2000                                      |                                           | ?                                         | ?                                         |
| 2006 | 2006                                      |                                           | 490                                       | 490                                       |
| 2011 | 2011                                      |                                           | 447                                       | 447                                       |
| 2015 | 2015                                      |                                           | 413                                       | 413                                       |
| 2020 | 2020                                      |                                           | 406                                       | 406                                       |
| Datenquelle: Historisches Gemeindeverzeichnis für Hessen: Die Bevölkerung der Gemeinden 1834 bis 1967. Wiesbaden: Hessisches Statistisches Landesamt, 1968. Weitere Quellen: LAGIS; Stadt Alsfeld: 2006, 2015, 2020; Zensus 2011 |                                           |                                           |                                           |                                           |

### Historische Religionszugehörigkeit
| • 1829: | 245 evangelische Einwohner                                        |
| • 1961: | 438 evangelische (= 89,75 %), 47 katholische (= 9,63 %) Einwohner |

## Politik
Für Eudorf besteht ein Ortsbezirk (Gebiete der ehemaligen Gemeinde Eudorf) mit Ortsbeirat und Ortsvorsteher nach der Hessischen Gemeindeordnung.
Der Ortsbeirat besteht aus sieben Mitgliedern. Bei den Kommunalwahlen in Hessen 2021 betrug die Wahlbeteiligung zum Ortsbeirat 64,09 %. Alle Kandidaten gehörten der CDU an. Der Ortsbeirat wählte Edgar Merle zum Ortsvorsteher.

## Kulturdenkmäler
Siehe: Liste der Kulturdenkmäler in Eudorf

## Infrastruktur

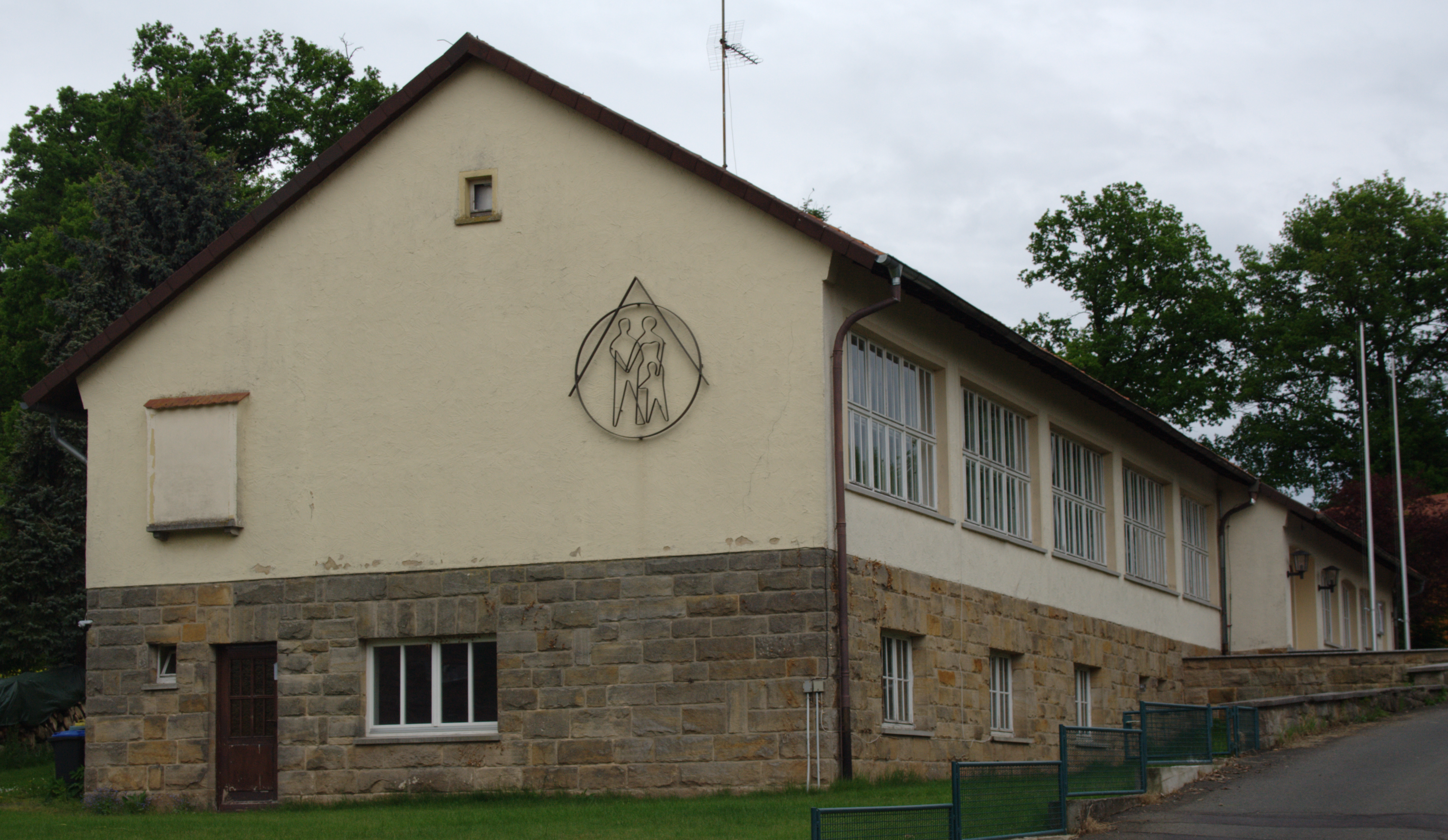
Dorfgemeinschaftshaus in Eudorf

Im Ort gibt es ein Dorfgemeinschaftshaus und einen Sportplatz.

## Persönlichkeiten
- Johann Konrad Geissel (1776 in Eudorf–1833), Ökonom, Politiker und Abgeordneter
- Johann Heinrich Zulauf (1779 in Eudorf–1854), Landtagsabgeordneter und Bürgermeister von Eudorf
- Georg Thudichum (1794 in Eudorf–1873), deutscher Philologe und Theologe
- Ludwig Thudichum (1798 in Eudorf–1863), Landtagsabgeordneter